# Pimpinella hadacii
Pimpinella hadacii är en flockblommig växtart som beskrevs av Lennart Engstrand 1987. Pimpinella hadacii ingår i släktet bockrötter, och familjen flockblommiga växter. Inga underarter finns listade i Catalogue of Life.